# Diplophryxus richardsoni
Diplophryxus richardsoni là một loài chân đều trong họ Bopyridae. Loài này được Chopra miêu tả khoa học năm 1930.